# San Severo bianco
Il San Severo bianco è un vino DOC la cui produzione è consentita nella provincia di Foggia.

## Caratteristiche organolettiche
- colore: bianco paglierino.
- odore: leggermente vinoso, gradevole.
- sapore: asciutto, fresco, armonico.

## Storia
San Severo è un territorio di antichissime tradizioni vinicole grazie al particolare clima della pianura pugliese e situato a ridosso delle montagne del Gargano. Le origini della coltivazione dell'uva risalgono all'VIII secolo a.C. nel periodo della colonizzazione Greca.

## Abbinamenti consigliati
Gnocchi di patate con salsa di baccalà e pomodorini

## Produzione
Provincia, stagione, volume in ettolitri
- Foggia  (1990/91)  42795,0
- Foggia  (1991/92)  47744,0
- Foggia  (1992/93)  52128,0
- Foggia  (1993/94)  39809,0
- Foggia  (1994/95)  37067,54
- Foggia  (1995/96)  39876,4
- Foggia  (1996/97)  41069,51